# Milwaukee Bucks 1969-1970
La stagione 1969-70 dei Milwaukee Bucks fu la 2ª nella NBA per la franchigia.
I Milwaukee Bucks arrivarono secondi nella Eastern Division con un record di 56-26. Nei play-off vinsero la semifinale di division con i Philadelphia 76ers (4-1), perdendo poi la finale di division con i New York Knicks (4-1).

## Roster
| N° | Naz.                   | Ruolo | Sportivo         | Anno | Alt. | Peso |
| -- | ---------------------- | ----- | ---------------- | ---- | ---- | ---- |
| 3  | Stati Uniti (bandiera) | G     | Sam Williams     | 1945 | 191  | 82   |
| 4  | Stati Uniti (bandiera) | A     | Greg Smith       | 1947 | 196  | 88   |
| 5  | Stati Uniti (bandiera) | G     | Guy Rodgers      | 1935 | 183  | 84   |
| 10 | Stati Uniti (bandiera) | GA    | Bob Dandridge    | 1947 | 198  | 88   |
| 12 | Stati Uniti (bandiera) | G     | John Arthurs     | 1947 | 193  | 84   |
| 14 | Stati Uniti (bandiera) | GA    | Jon McGlocklin   | 1943 | 196  | 93   |
| 16 | Stati Uniti (bandiera) | GA    | Freddie Crawford | 1941 | 193  | 86   |
| 18 | Stati Uniti (bandiera) | A     | Bob Greacen      | 1947 | 201  | 93   |
| 19 | Stati Uniti (bandiera) | C     | Dick Cunningham  | 1946 | 208  | 111  |
| 21 | Stati Uniti (bandiera) | G     | Flynn Robinson   | 1941 | 185  | 84   |
| 33 | Stati Uniti (bandiera) | C     | Lew Alcindor     | 1947 | 218  | 102  |
| 35 | Stati Uniti (bandiera) | AC    | Don Smith        | 1946 | 206  | 104  |
| 50 | Stati Uniti (bandiera) | AC    | Len Chappell     | 1941 | 203  | 109  |

## Staff tecnico
- Allenatore: Larry Costello
- Vice-allenatore: Tom Nissalke